# 李宝钧
李宝钧（1953年1月—），男，河北人，中华人民共和国外交官，曾任中华人民共和国驻里约热内卢总领事和中华人民共和国驻几内亚比绍共和国特命全权大使。

## 生平
1981年，进入中华人民共和国外交部工作，先后在驻圣多美和普林西比大使馆、外交部非洲司、驻巴西大使馆、外交部办公厅任职，期间赴巴西圣保罗大学进修一年。1996年，任驻安哥拉大使馆参赞。1997年，任外交部办公厅参赞。1998年，任外交部拉丁美洲和加勒比司参赞。2000年，任驻巴西大使馆参赞。2006年，回任外交部拉美司参赞。2007年12月，出任中华人民共和国驻里约热内卢总领事。2010年11月，出任中华人民共和国驻几内亚比绍大使。2013年7月，自驻几内亚比绍大使离任。

## 家庭
李宝钧已婚，夫人是外交官李姣云，两人育有一女。